# Liste der Monuments historiques in Saint-Maudez
Die Liste der Monuments historiques in Saint-Maudez führt die Monuments historiques in der französischen Gemeinde Saint-Maudez auf.

## Liste der Bauwerke
| Bezeichnung          | Beschreibung | Standort | Kennzeichnung | Schutzstatus | Datum | Bild           |
| -------------------- | ------------ | -------- | ------------- | ------------ | ----- | -------------- |
| Zwei Friedhofskreuze |              | (Lage)   | PA00089644    | Inscrit      | 1926  | weitere Bilder |

## Liste der Objekte
- Monuments historiques (Objekte) in Saint-Maudez in der Base Palissy des französischen Kultusministeriums